# PNC-парк
PNC-парк (англ. PNC Park) — бейсбольный стадион, расположенный в Питтсбурге (штат Пенсильвания, США) на берегу реки Аллегейни. Является домашней ареной клуба Главной лиги бейсбола «Питтсбург Пайрэтс». Стадион был открыт во время сезона МЛБ 2001 года, после того, как бывшая домашняя арена «Пайрэтс» «Фри Ривер Стэдиум» была снесена. Титульным спонсором сооружения является корпорация PNC Financial Services, которая купила права на название стадиона в 1998 году. Вместимость «PNC-парка» составляет 38 362 человека.
Цена строительства стадиона составила 216 млн долларов и финансировалась совместно со строительством двух других сооружений — футбольного стадиона «Хайнц-филд» и выставочного центра имени Дэвида Л. Лоуренса. План по строительству новой арены для «Пайрэтс» был предложен ещё в 1991 году, однако серьёзное рассмотрение проекта началось лишь только через 5 лет. Построенный в стиле классических стадионов, таких как питтсбургский «Форбс-филд», «PNC-парк» обладает и уникальными особенностями, такими как использование известняка в отделке фасада, вестибюль с видом на реку, огромное табло и множество местных закусочных. «PNC-парк» был построен всего за 24 месяца, что быстрее, чем большинство современных стадионов.

## История

### История создания и финансирование
5 сентября 1991 года мэр Питтсбурга Софи Маслов предложила построить для клуба «Питтсбург Пайрэтс» новый стадион в северной части города, рассчитанный на 44 000 человек. «Фри Риверс Стэдиум», где в то время проводили домашние игры «Пайрэтс», был построен больше для функциональности, чем для «архитектурности и эстетических целей». Его расположение также подвергалось критике из-за нахождения в труднодоступной части города и пробок, возникающих до и после игр. Обсуждение строительства нового стадиона велось, но серьёзно не рассматривалось, пока предприниматель Кевин Макклатчи не купил команду в феврале 1996 года. В том же году преемник Масловы Том Мёрфи создал «Forbes Field II Task Force» — группу из 29 политиков и предпринимателей, которая начала изучение возможности строительства нового стадиона. В их финальном отчёте, опубликованном 26 июня 1996 года, было предложено 13 возможных мест для строительства. Место Норт-Сайд было рекомендовано благодаря его доступной цене, потенциальному развитию окружающей территории и возможности включить городскую панораму в дизайн стадиона. Это место также находится немного выше по реке от места, где ранее находилась домашняя площадка «Пайрэтс» «Экспозишн-парк».
После политических дебатов было решено использовать бюджетные средства для строительства «PNC-парка». Было предложено увеличить налог с продаж для финансирования трёх проектов: «PNC-парка», «Хайнц-филда» и расширения выставочного центра имени Дэвида Л. Лоуренса. Однако на референдуме предложение с треском провалилось и город разработал План Б, который противниками проекта был назван Scam B (рус. Жульничество Б). Некоторые члены Allegheny Regional Asset District считали, что 40 млн долларов, обещанные «Пайрэтс», слишком маленькая сумма, другие же критиковали объём бюджетные средств, выделяемых на План Б. Один из членов Allegheny Regional Asset District даже назвал использование налоговых денег «корпоративным благосостоянием». В итоге, 9 июля 1998 года план по выделению 809 млн долларов был одобрен Allegheny Regional Asset District. 228 млн долларов из этих денег должны были пойти на строительство «PNC-парка». Вскоре после одобрения Плана Б «Пайрэтс» заключили соглашение с властями Питтсбурга, что останутся в городе как минимум до 2031 года.
Местная корпорация PNC Financial Services купила права на название в августе 1998 года. Согласно договору, до 2020 года PNC Bank должен выплачивать «Пайрэтс» около 2 млн долларов каждый год, а также организовать на стадионе отделение банка, предоставляющее полный спектр услуг. Цена строительства стадиона составила 216 млн долларов. Так как многие болельщики «Пайрэтс» считали, что стадион нужно было назвать в честь бывшего аутфилдера команды Роберто Клементе, городские власти в качестве компромисса переименовали мост рядом со стадионом Сикс-Стрит-Бридж в Роберто-Клементе-Бридж.

### Проектирование и строительство
Дизайн стадиона разработало архитектурное бюро HOK Sport. Над проектированием и строительство также работали компании Dick Corporation и Barton Malow. В попытке создать проект стадиона в «классическом стиле», в таком как были построены «Фенуэй Парк», «Ригли Филд» и Питтсбургский «Форбс-филд», проектировщики добавили в проект кирпичные сводчатые проходы, стальные фермы и декоративные терракотовые плиточные пилястры. «PNC-парк» стал первым двухъярусным бейсбольным стадионом, построенным в США со времён строительства стадиона Милуоки Каунти в 1953 году. На стадионе расположено табло Sony JumboTron размером 7,3 на 12,8 метров, окружённое светодиодными панелями. Такое решение применено впервые в истории открытых стадионов МЛБ. Также «PNC-парк» стал первым стадионом с табло, на котором в реальном времени отображается счёт, ининги, ауты и бэйс-раннеры всех других игр лиги, проходящих во время матча.

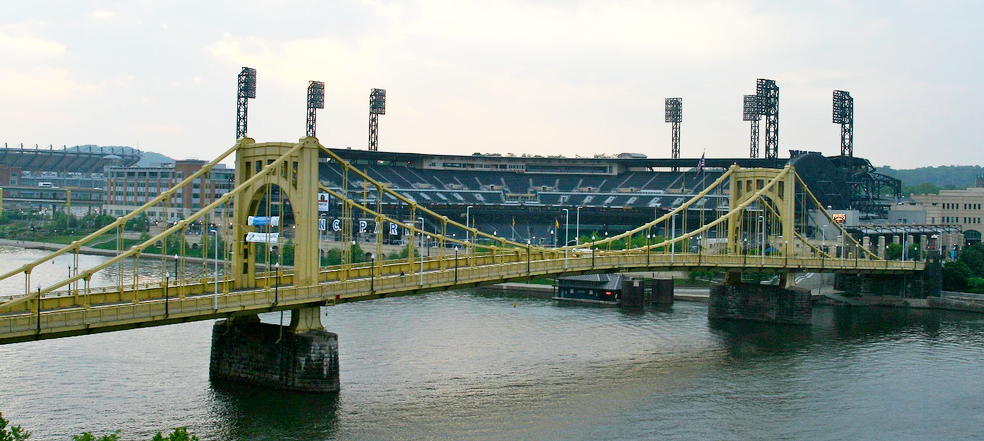
Мост Сикс-Стрит, был переименован в честь бывшего игрока «Пайрэтс», Роберто Клементе.

Строительство началось 7 апреля 1999 года, после церемонии переименовывания Сикс-Срит-Бридж в Роберто Клементе Бридж, в честь бывшего игрока «Пайрэтс» Роберто Клементе. В рамках первоначального плана создания приятной атмосферы для болельщиков, мост закрыт для движения автотранспорта в дни игр, чтобы позволить зрителям парковать машины в Золотом треугольнике Питсбурга и идти через мост на стадион. В строительстве «PNC-парка» был использован касотский известняк, который по реке доставлялся из Миннесоты. Такая отделка сильно отличает «PNC-парк» от других современных стадионов, в отделке которых используется кирпич. Стадион был построен всего за 24 месяца, что на 3 месяца быстрее, чем любой другой современный стадион МЛБ. Это позволило «Пайрэтс» сыграть здесь игру всего через два года после начала строительства. Быстрое строительство осуществлялось с использованием специальных компьютеров, которые передавали планы строительства рабочим 24 часа в сутки. К тому же, все 23 профсоюзные организации, участвовавшие в строительстве, подписали соглашение, что они не будут бастовать во время строительного процесса. В результате участия профсоюзов и внимания к технике безопасности, руководящая строительством компания Dick Corporation получила награду за заслуги в сфере безопасности от управления по безопасности и гигиене труда. Каждый год «PNC-парк», как и «Хайнц-филд», инспектировался Chronicle Consulting на наличие структурных дефектов и технического обслуживания.
Перед «PNC-парком» были установлены статуи игроков «Пайрэтс», членов Зала Славы — Хонуса Вагнера, Роберто Клементе, Уилли Старгелла и Билла Мазероски. До этого статуи Вагнера и Клементе находились рядом с «Фри Ривер Стэдиумом» и, после того, как стадион был взорван, статуи были сняты со своих мест, отремонтированы и установлены рядом с «PNC-парком». Первоначально, статуя Вагнера была установлена перед «Форбс-филд» в 1955 году. Основание статуи Клементе имеет форму бейсбольного алмаза, с землёй из трёх стадионов, где он играл: «Сатурэйс-филд» в Каролине (Пуэрто-Рико), «Форбс-филд» и «Фри Ривер Стэдиум» на каждой базе. 1 октября 2000 года, после последней игры на «Фри Ривер Стэдиум», Старгелл исполнили последний церемониальный бросок на стадионе. Ему была вручена модель статуи, которую собирались установить возле нового стадиона. Открытие статуи состоялось 7 апреля 2001 года, однако сам Старгелл не смог на ней присутствовать из-за проблем со здоровьем. Статуя Билла Мазероски была установлена во время сезона 2010 года перед входом в правый филд, в южном конце Мазеровски Вэй. Её установка была приурочена к 50-летней годовщине победы «Пайрэтс» в Мировой серии, которую «Пайрэтс» выиграли благодаря уолк-офф хоум-рану Мазеровски в 7 игре серии. Дизайн статуи был разработан на основе этого события.

### Открытие и отзывы

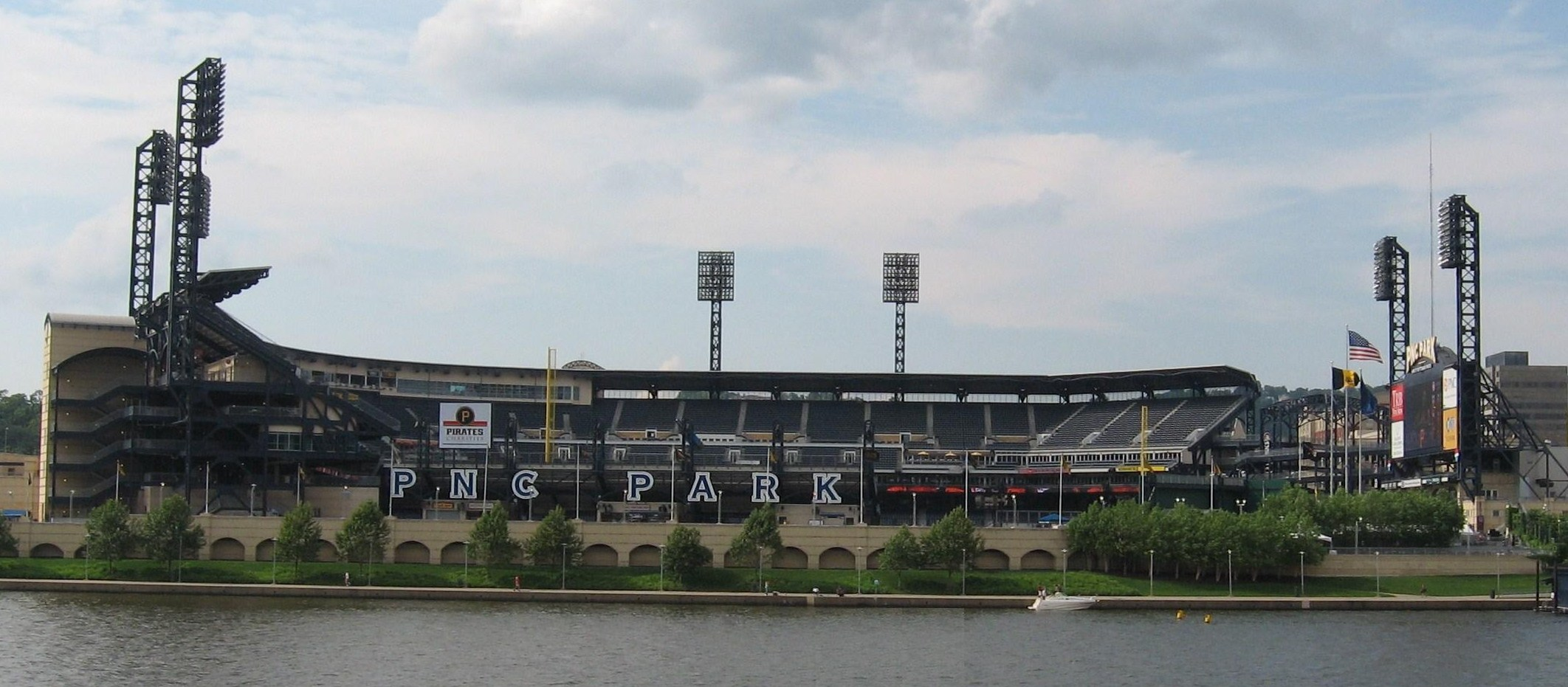
Вид на «PNC-парк» через реку Аллегейни

«PNC-парк» был открыт 31 марта 2001 года. В этот день прошла первая из двух товарищеских игр против «Нью-Йорк Метс». Первой официальной бейсбольной игрой стал матч против «Цинциннати Редс» 9 апреля 2001 года, в котором победу одержали гости со счётом 8:2. Первый бросок был исполнен питчером «Пайрэтс» Тоддом Ритчи против отбивающего Барри Ларкина. Уже в верху первого иннинга Шон Кейси выбил двухочковый хоум-ран, который также стал первым хитом стадиона. Первый сингл хозяев на новом стадионе был сделан Джейсоном Кендаллом.
В дебютном сезоне средняя посещаемость «PNC-парка» составила 30 742 человека, однако уже в следующем сезоне она упала на 27 % — до 22 594 человек. Во время сезона 2001 года торговые предприятия в деловой части города и в Норт-Сайде показали прирост деловой активности в дни домашних игр «Пайрэтс» на 20-25 %.
Вице-президент «Пайрэтс» Стив Гринберг так охарактеризовал стадион: «Ещё в самом начале строительства мы сказали, что построим лучший стадион в бейсболе, и мы верим, что сделали это». Руководитель Главной лиги бейсбола Пол Бистон сказал, что парк был «лучшим, что он до сих пор видел в бейсболе». Многие работники, строившие парк, описывали его как самое хорошее, что они когда-либо видели. Кэтчер Питтсбурга Джейсон Кендалл на матче-открытия стадиона назвал «PNC-парк» «самым красивым бейсбольным стадионом в игре». Многие элементы «PNC-парка» позже были использованы при проектировании Нью-Йоркского «Сити-филда».

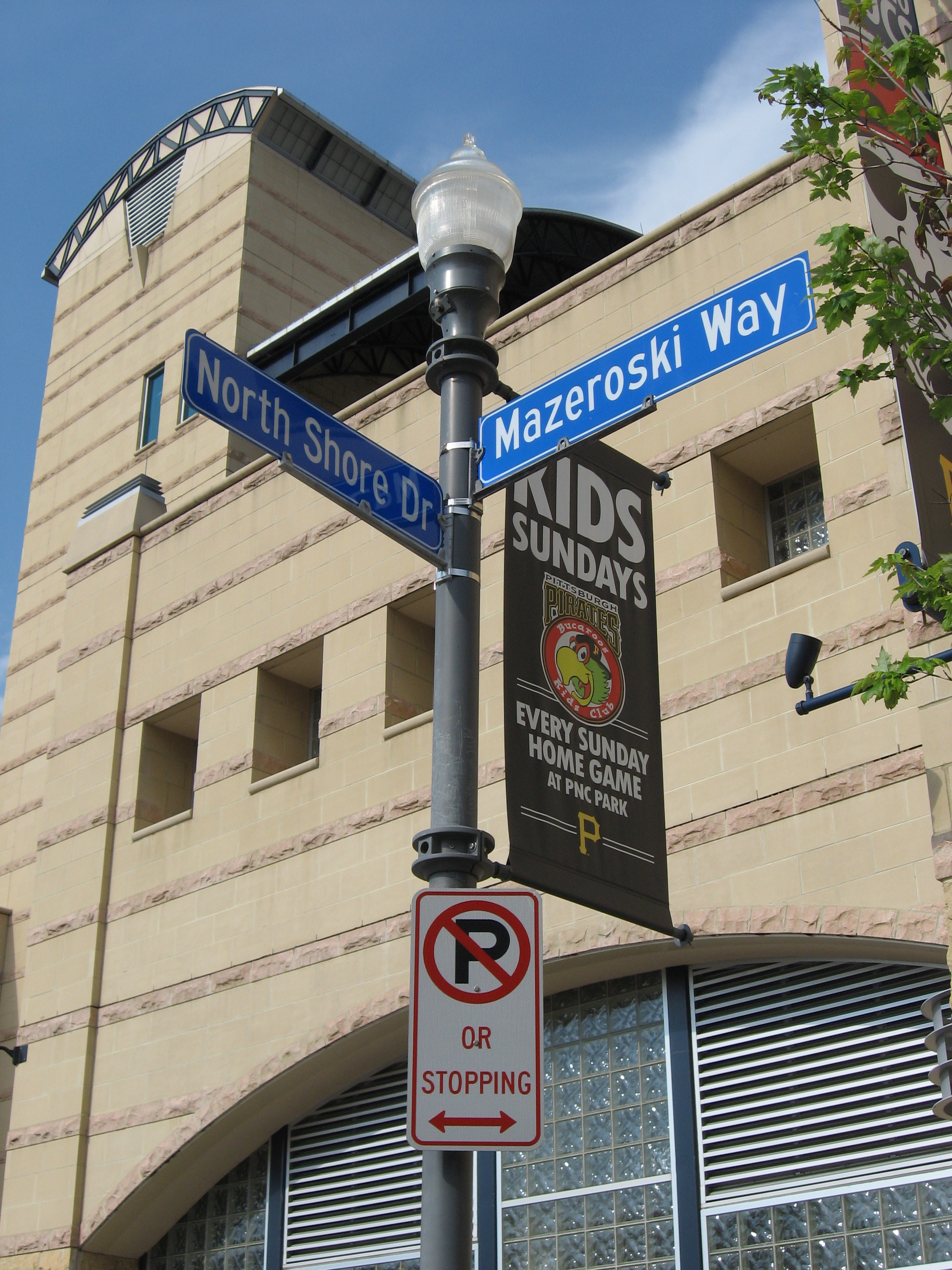
Граничащая со стадионом улица Мазеровски-вэй названа в честь бывшего игрока «Пайрэтс» Билла Мазеровски

После открытия в 2001 году, «PNC-парк» получил массу положительных отзывов от болельщиков и СМИ. Журналист ESPN.com Джим Кэпл дал «PNC-парку» 95 очков из 100 возможных, поставив его на первое место среди всех стадионов МЛБ. Он сравнил бейсбольный стадион с Домом над водопадом Фрэнка Ллойда Райта, назвав стадион «идеальным», однако отметил единственным негативным аспектом посещения сооружения — высокую цену на билеты. Джей Ауя, автор книги «Fields of Dreams: A Guide to Visiting and Enjoying All 30 Major League Ballparks», назвал парк одним из «десяти лучших мест, чтобы наблюдать за игрой». Эрик Эндерс, автор «Ballparks Then and Now» и соавтор «Big League Ballparks: The Complete Illustrated History», написал: «все, чем бейсбольный стадион мог надеяться быть» и «немедленный претендент на звание лучшего бейсбольного стадиона, когда-либо построенного». В 2008 году журнал Men’s Fitness назвал парк одним из «10 бейсбольных стадионов, которые стоит увидеть этим летом». В 2010 году в списке ABC News «7 лучших боллпарков Америки» «PNC-парк» был описан: «сочетает в себе лучшие черты вчерашних бейсбольных стадионов — ритмические арки, стальные несущие конструкции и естественное травяное покрытие игрового поля с последними веяниями в удобстве и комфорте для игроков и болельщиков».

### Усовершенствования
В 2007 году округ Аллегейни выпустил запрет на курение в большинстве общественных мест, в том числе и в «PNC-парке». Перед началом сезона 2008 года клуб сделал несколько усовершенствований на стадионе. Так был убран Outback Steakhouse, располагавшийся под табло, и был добавлен новый ресторан, названный The Hall of Fame Club. В отличие от своего предшественника, The Hall of Fame Club открыт в день игры для всех обладателей билетов и включает в себя патио с баром и места с видом на игровое поле. После некоторых игр здесь выступают музыкальный исполнители, первым из которых стало выступление Joe Grushecky and the Houserockers. «Пайрэтс» также объявили о внедрении программ по защите окружающей среды. Клубные и ВИП-ложи были оборудованы телевизорами с высокой чёткостью. В 2012 году в правом углу поля был открыт Budweiser Bow Tie площадью 464,5 м2, который предоставляет места для просмотра игр как для групп, так и индивидуальным болельщикам. Такое дополнение стоило клубу около 1 000 000 долларов.

## События

### Университетский бейсбол
Первая игра студенческих бейсбольных команд прошла на «PNC-парке» 6 мая 2003 года. В этот день встречались «Питт Пантерс» из Питтсбургского университета и «Дукейн Дьюкс» из университета Дюкейн. Это противостояние, называемое в городе Городская игра (англ. City Game), закончилось победой «Дьюкс» со счётом 2:1. Однако, из-за решения университета Дюкейн закрыть свою бейсбольную программу после сезона 2010 года, серия между двумя командами подошла к концу. Противостояние двух коллективов на «PNC-парке» закончилось в пользу «Пантерс» 4-2 (игра 2007 года была отменена из-за плохого состояния игрового поля).

### Концерты
«PNC-парк» также принимал множество концертов, включая выступления Брюса Спрингстина & The E Street Band 6 августа 2003 года. Здесь выступали Rolling Stones и Pearl Jam 28 сентября 2005 года, Джимми Баффетт 26 июня 2005 года, Me First and the Gimme Gimmes 24 августа 2006 года, Zac Brown Band 10 июля 2010 года. Стадион был местом съёмок фильма «Слишком крута для тебя» 2010 года и «Погоня» 2011 года.

### Матч всех звёзд
11 июля 2006 года «PNC-парк» принимал 77-й матч всех звёзд Главной лиги бейсбола. В игре команда Американской лиги перед глазами 38 904 человек одержала победу над Национальной лигой со счётом 3:2. Первый матч всех звёзд на «PNC-парке» стал пятым матчем, проходившим в Питтсбурге, и первым с 1994 года. Во время игры прошла церемония чествования звезды «Пайрэтс» Роберто Клементе. Он был награждён наградой комиссара лиги за исторические достижения, которая была вручена его жене Вере. За день до матча всех звёзд на стадионе прошло 21-е Хоум-ран Дерби, победителем которого стал Райан Ховард из «Филадельфии Филлис». Во время Дерби два игрока — Ховард и Дэвид Ортис выбили хоум-раны в реку Аллегейни.

### Другие мероприятия
В «PNC-парке» проходило множество учений по эвакуации болельщиков и по проведению контр-террористических операций в случае террористической атаки на стадионе. В феврале 2004 года члены Министерства внутренней безопасности США провели здесь первые учения. В мае 2005 года 5000 добровольцев участвовали в мероприятии стоимостью 870 000 долларов по тренировке эвакуации, которая также включала в себя имитацию взрывов. Целью учения было протестировать действия 49 агентств по чрезвычайным ситуациям западной Пенсильвании. В 2006 году Министерство внутренней безопасности совместно с береговой охраной США разработало план быстрого реагирования во время матча всех звёзд 2006 года. Похожие учения проводились на реке Аллегейни в 2007 году.

### Ноу-хиттер
28 сентября 2012 года в игре против «Цинциннати Редс» питчер «Редс» Гомер Бэйли сделал ноу-хиттер, а гости победили со счётом 1:0. Посетители «PNC-парка» ни разу не видели ни ноу-хиттера, ни совершенной игры в исполнении «Пайрэтс».

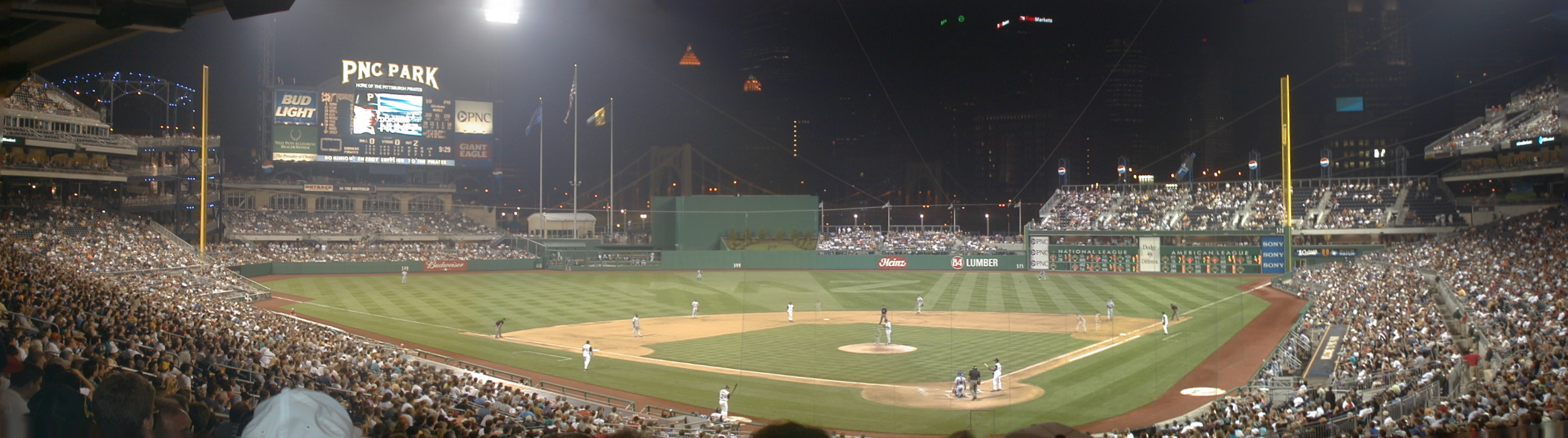
Вечерняя игра 7 августа 2001 года между «Лос-Анджелес Доджерс» и «Питтсбург Пайрэтс»

## Особенности

### Покрытие и размеры игрового поля
На поле «PNC-парка» уложено естественное травяное покрытие Tuckahoe Bluegrass — смесь различных видов травы Kentucky Bluegrass. Текущее покрытие было установлено перед началом сезона 2009 года и было выбрано за своё «высокое качество родословной, которая идеально подходит для северных городов, таких как Питтсбург». Грунт инфилда представляет собой смесь, имеющую название «Dura Edge All-Star Infield Mix», и разработанную исключительно для «PNC-парка». 5,5 метровая предупреждающая дорожка выполнена из раздробленной магматической горной породы. Дренажная система, установленная под полем, способна справиться с 36 см дождевых осадков в час. Первоначально на стадионе было уложено натуральное травяное покрытие в песчаное основание, которое было заменено в 2006 году. В отличие от других бейсбольных стадионов, дагаут хозяев поля расположен вдоль линии третьей базы, вместо линии первой базы, что позволяет домашней команде любоваться во время игры панорамой города. Ограда аутфилда имеет высоту от 2 м в левом филде до 3 м в центрфилде и 6 м в правом филде. Высота ограждения правого филда 6,4 м (21 фут) выбрана в честь игрока Роберто Клементе, который выступал за «Пайрэтс» под номером 21. Расстояние от ограды аутфилда до дома составляет от 98 м в правом филде до 125 м в левом центре; по прямой в центрфилд — 122 м. От дома до реки Аллегейни расстояние 135 метров и 10 сантиметров. 6 июля 2002 года Дэрил Уорд стал первым игроком, выбившим мяч в реку. 2 июня 2013 года Гарретт Джонсон стал вторым игроком, повторившим это достижение, и первым игроком «Пайрэтс», выбившим мяч в реку.

### Места для болельщиков и цена на билеты
В первом сезоне после открытия, вместимость «PNC-парка» составляла 38 496 человек — второй наименьший показатель среди стадионов МЛБ после «Фенуэй Парка». Места расположены под углом к игровому полю, а боковые проходы опущены, что улучшает вид на поле. Большинство мест, 26 000, расположено на первом ярусе, а самые высокие места расположены на высоте 27 м над игровым полем. Отбивающий находится на расстоянии 16 м от зрителей, что меньше расстояния до питчера. Самое близкое расстояние зрительских мест от боковой линии поля — 14 м. Четырёхуровневая ротонда и секция над табло предоставляют только стоячие места. Все места, кроме открытой трибуны, имеют вид на панораму города.
Со дня своего открытия до 2009 года, стоимость билетов составляла от 9 до 35 долларов на обычные места. Стоимость билетов в 69 ВИП-лож и 5558 клубных мест составляла от 47 до 210 долларов за билет. Перед началом 2009 года «Пайрэтс» были всего одной из двух команд, которые не повысили цену на билеты на свои домашние матчи, таким образом средняя цена на билеты была одной из наименьшей в лиге. Средняя посещаемость матчей в сезоне 2008 года составляла 20 113 человек — 28-й показатель в лиге. Такая низкая посещаемость обусловлена не слишком удачной игрой «Пайрэтс», которые после 1992 года только в 2013 году смогли выйти в игры плей-офф. В 2004 году всего на 5 % матчей были распроданы все билеты.

### Закусочные

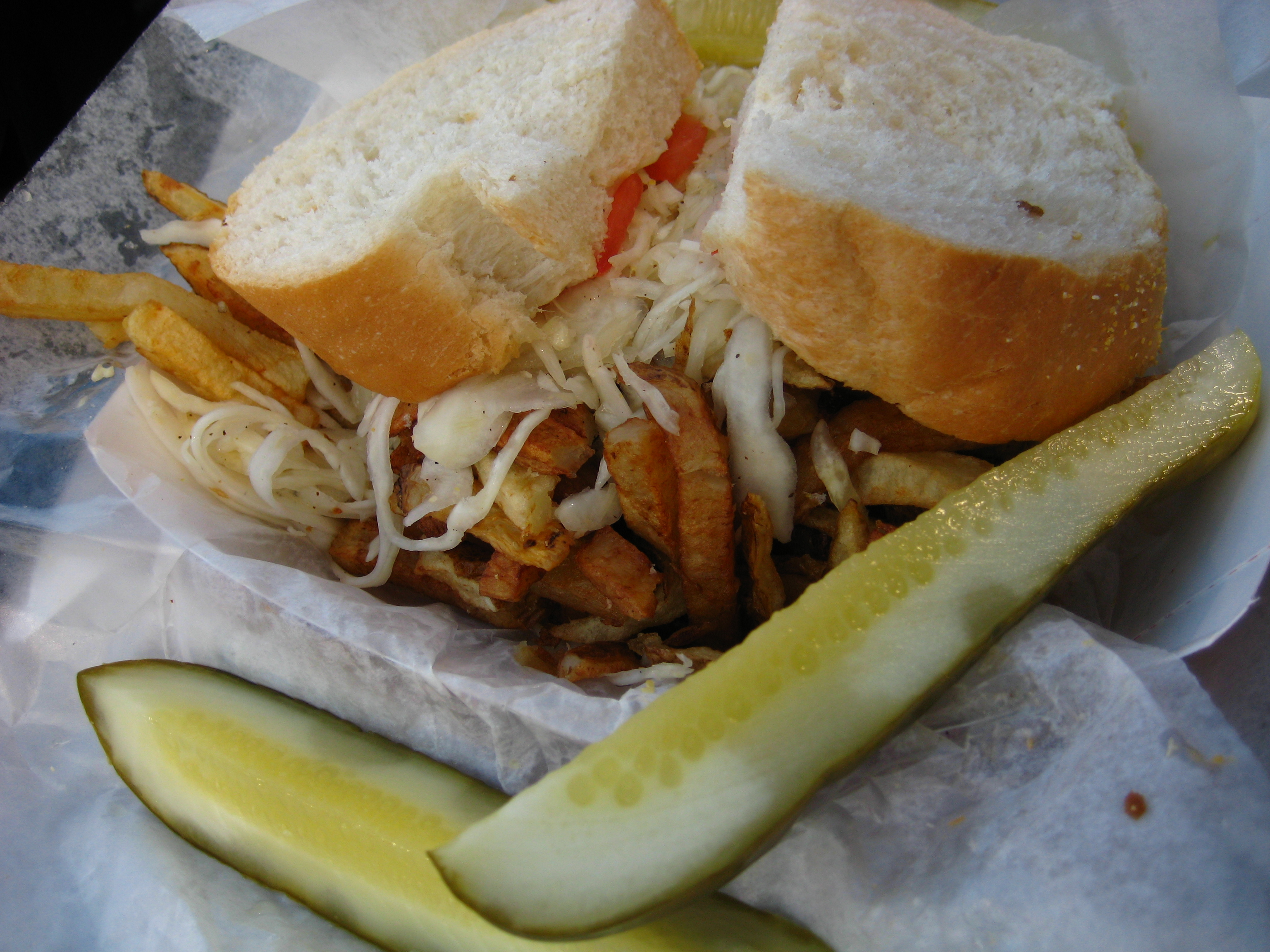
Традиционный сандвич Primanti Brothers

Как и у его предшественника, поставку еды на стадион осуществляет компания Aramark, в то время как люксовые зоны стадиона обслуживает Levy Restaurants. В главном зале питания, известном под именем «Tastes of Pittsburgh» (рус. Вкусы Питтсбурга), представлен большой ассортимент разнообразной еды — от традиционных закусок бейсбольных стадионов и местных блюд, до таких экзотических блюд, как суши. Посетители могут попробовать местную закуску — сандвич Primanti Brothers, в состав которого входит мясо, сыр, нарезанная картошка-фри, помидоры и капустный салат, выложенные между двумя кусочками итальянского хлеба. Среди других местных заведений быстрого питания здесь представлены Mrs. T’s Pierogies, Quaker Steak & Lube, Augustine’s Pizza и Benkovitz Seafood. За сиденьями, расположенными в центрфилде, находится закусочная Manny’s BBQ, предлагающая широкий ассортимент барбекю. Заведение названо в часть бывшего игрока «Пайрэтс» Мэни Сангулени, который запомнился раздачей автографов, ожидая своей очереди выхода на биту. Перед началом сезона 2008 года «Пайрэтс» в углу правого филда создали заведение по принципу шведского стола. Болельщики, находящиеся во время игры в этой секции, могут есть хот-доги, гамбургеры, начос, салаты, попкорн, орешки, мороженое и лимонад в неограниченном количестве. Кроме того, болельщикам разрешено приносить еду с собой на стадион, что является редкостью для бейсбольных стадионов.

## Расположение
«PNC-парк» расположен на выезде 1B автомагистрали 279 и в одной миле от автомагистралей 376 и 579. Рядом со стадионом находится пересадочная станция питтсбургского метро Норт-Сайд.